# Trigano (Unternehmen)
Trigano ist ein französisches Unternehmen, das Wohnmobile, Wohnwagen, Campingartikel, Gartenausrüstung und transportierbare Fertighäuser vertreibt. Die Produkte werden unter einer Vielzahl an Marken dem Markt angeboten. Mit 32.735 verkauften Wohnmobilen (Geschäftsjahr 2016/17) betrachtet sich Trigano in diesem Segment als europäischer Marktführer. Die Aktien des Unternehmens werden an der Pariser Börse im Segment CAC Mid 60 gehandelt.

## Gründungsphase
Im Jahr 1935 begann der Textilhändler Edgard Trigano Textilwaren mit der Eigenmarke „Trigano“ zu verkaufen. Dies war der Ursprung des Unternehmens. Zu dieser Zeit wurde in Frankreich erstmals bezahlter Urlaub gesetzlich eingeführt und es entstand vermehrt der Wunsch nach Urlaubsreisen. Edgard Trigano spezialisierte sich auf den Verkauf von Zelttuch sowie konfektionierten Zelten mit seiner Eigenmarke. Zu dieser Zeit befand sich Camping als Freizeitaktivität noch in den Anfängen. Auf diesem damals stark wachsenden Geschäftsfeld ist das Unternehmen noch heute aktiv.
Zehn Jahre später, in 1945, gründet Edgards Sohn Raymond zusammen mit seinen Brüdern die Trigano Gesellschaft für den Handel mit Camping- und Sportartikeln. Das Geschäft entwickelte sich erfolgreich. Über den Bruder Gilbert Trigano entstanden Kontakte zu Gérard Blitz, dem Gründer von Club Méditerranée, zur Belieferung der damals typischen Club-Med Zeltdörfer. 1971 wurde das Produktprogramm des Unternehmens um selbst hergestellte Wohnwagen ergänzt. 1974 geriet das Unternehmen in finanzielle Schwierigkeiten. Die Bank Crédit Lyonnais half dem Unternehmen und wurde anschließend Alleineigentümer.

## Wachstumsphase
1981 übernahm François Feuillet die Leitung des Unternehmens, er setzte sich dafür ein, auch die Herstellung von Wohnmobilen aufzunehmen. 1984 erwarben Bernard und François Feuillet im Verhältnis 50:50 alle Anteile an der Gesellschaft. Sechs Jahre später erwarb François Feuillet die Anteile von seinem Partner und wurde für einige Jahre Alleineigentümer. Auch heute ist die Familie Feuillet noch Mehrheitseigentümer.
1998 wurden die Aktien von Trigano an die Börse gebracht. Dies war der Beginn einer großen Wachstumsphase durch Unternehmenskäufe vor allem im Bereich der Wohnmobile, so unter anderem:
- Autostar (Frankreich) 1998
- Caravans International (Italien) 1999
- Arca (Italien) 1999
- Auto-Trail (Großbritannien) 1999
- La Mancelle (Frankreich) 2000
- Benimar (Spanien) 2002
- Périgord (Frankreich) 2004
- Eura Mobil (Deutschland) 2005
- Karmann-Mobil (Deutschland) 2005
- Notin (Frankreich) 2012
- SEA (Italien) 2013
- Rimor (Italien) 2015
- Adria Mobil (Slowenien) 2017

Das Unternehmen beschäftigt Stand 2017 rund 6.000 Mitarbeiter in zehn Ländern: Frankreich, Großbritannien, Italien, Deutschland, Niederlande, Norwegen, Polen, Serbien, Slowenien, Spanien, Tunesien.